# Делсен, Хейн
Хендрик (Хейн) Делсен (нидерл. Hendrik "Hein" Delsen; 13 января 1895, Амстелвен, Северная Голландия — 13 ноября 1954, Амстердам) —  нидерландский футболист, в начале XX века выступал за амстердамский «Аякс», играл на позиции нападающего. В период с 1918 по 1924 год провёл за клуб 84 матча, в которых забил 25 мячей. Чемпион Нидерландов сезона 1918/1919. В составе национальной сборной Нидерландов провёл три матча. С 1944 по 1949 год был казначеем Федерации бильярда Нидерландов. 

## Биография
Хендрик Делсен родился 13 января 1895 года в районе Ньювер-Амстел, недалеко от Амстердама. Свой имя он получил от отца, Хендрика Делсена, он работал каменщиком, а мать звали Йоханна Мария Кок. В семье Делсенов было восемь сыновей, Хендрик был третьим по старшинству.
В конце XIX века вся семья Делсенов переехала в Амстердам, где Хейн стал работать простым рабочим. 10 мая 1917 года у него состоялась свадьба, его супругой стала уроженка Амстердама 22-летняя Лена Элизабет ван де Линде. В том же году Делсен стал играть в футбол за вторую команду амстердамского «Аякса», а спустя год, он был взят в первый состав. Его дебют состоялся 22 сентября 1918 года в матче против клуба «Блау Вит», завершившемся победой «Аякса» со счётом 3:0. В своём дебютном сезоне Хейн выиграл с клубом чемпионат Нидерландов. В 1919 году в команде появился младший брат Хейна, Кунрад, он стал выступать на позиции защитника.
17 января 1919 года в семье Делсенов родилась девочка, дочь была названа в честь матери Лены Элизабет.

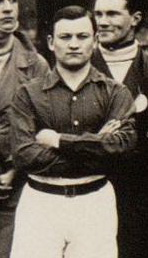
Делсен в сборной Нидерландов в марте 1922

В национальной сборной Нидерландов Делсен дебютировал 26 марта 1921 года в матче против сборной Швейцарии. Тот матч также стал дебютным и для другого игрока «Аякса» полузащитника Андре де Крёйффа, помимо него, в матче участвовали и другие игроки «Аякса» нападающие Ян де Натрис и Вим Гюпферт. Матч завершился домашней победой нидерландцев со счётом 2:0, в составе победителей отличились Були Кеслер и Вим Гюпферт.
В конце октября 1921 года Хейн вновь был вызван в национальную сборную, которой 13 ноября в Париже предстояло сыграть товарищескую игру против Франции. На матч, который состоялся на стадионе «Першин», пришло более 25 тысяч зрителей. Однако французские болельщики стали свидетелями крупного поражения своей национальной команды, голландцы разгромили оппонентов со счётом 0:5. Хет-триком отметился игрок клуба «Де Спартан» Ян ван Гендт, а дубль на свой счёт записал капитан сборной и игрок клуба «Би Квик» Харри Родермонд, который также как и Делсен проводил свой лишь второй матч в составе сборной .
Последний матч за сборную Делсен провёл 26 марта 1922 года в Антверпене против сборной Бельгии. Бельгийцы в обоих таймах забили по два мяча, тогда как сборная Нидерландов не смогла не разу поразить ворота соперников.
За шесть сезонов в составе «Аякса» Делсен забил 25 мячей в 84 матчах. Помимо футбола, Делсен занимался лёгкой атлетикой, бегом. Он входил в эстафетную четвёрку, состоящую из игроков «Аякса»: Франса Каутона, Яна ван Дорта и Яна де Натриса. Последний, Де Натрис, пробегал 100 метров за 11,1 секунды.
В 1944 году Хейн устроился на работу казначеем в Федерацию бильярда Нидерландов, эту должность он занимал до 1949 года. Кроме того, Делсен был администратором бильярдного клуба «Крас» (нидерл. Kras).
[ января 1949 года в Амстердаме на 82-м году жизни умерла мать Хейна, а спустя три года, 5 июля 1952 года скончался и его отец, ему было 88 лет. Однако Делсен ненадолго пережил своих родителей, 13 ноября 1954 года он умер в Амстердаме в возрасте 59 лет, его похороны состоялись в субботу, 18 ноября. На похороны пришло множество родственником и друзей Хейна, среди которых был и игрок «Аякса» Фонс Пелсер. Присутствовали также представители бильярдного клуба «Крас» и футбольного клуба «Гоу Эхед».

## Статистика

### Матчи Делсена за сборную Нидерландов
| Матчи Делсена за сборную Нидерландов | Матчи Делсена за сборную Нидерландов | Матчи Делсена за сборную Нидерландов | Матчи Делсена за сборную Нидерландов | Матчи Делсена за сборную Нидерландов | Матчи Делсена за сборную Нидерландов |
| ------------------------------------ | ------------------------------------ | ------------------------------------ | ------------------------------------ | ------------------------------------ | ------------------------------------ |
| №                                    | Дата                                 | Соперник                             | Счёт                                 | Голы Делсена                         | Соревнование                         |
| 1                                    | 28 марта 1921                        | Швейцария                            | 2:0                                  | —                                    | Товарищеский матч                    |
| 2                                    | 13 ноября 1921                       | Франция                              | 5:0                                  | —                                    | Товарищеский матч                    |
| 3                                    | 26 марта 1922                        | Бельгия                              | 0:4                                  | —                                    | Кубок Ванден Абеле 1922              |

Итого: 3 матча / 0 голов; 2 победы, 0 ничьих, 1 поражение.